# Justin
«Jústin» (ТОВ «Джаст Ін») — українська компанія, заснована 2017 року оператор на ринку експрес-доставки. Входить до групи Fozzy Group, що керує мережею Сільпо, Фора, Fozzy, RIngoo, Thrash! Відділення знаходяться в мережах Novus, Фуршет, інших супермаркетах, ТРЦ. У відділеннях доступні як традиційні поштові послуги, так і фінансові — видача банківських карток.
Компанія надає послуги доставки між відділеннями, адресної доставки; доставки товарів дистанційної торгівлі; оформлення платіжних карток. Станом на жовтень 2022 року компанія припинила роботу.

## Скандали
У січні 2022 року у Житомирі чоловік вирішив продати комп'ютерну техніку вартістю 114 тисяч гривень. На онлайн-дошці оголошень знайшов покупця, відправив йому софт через Justin. Клієнт в останній момент відмовився забирати товар, тому він повернувся у відділення відправника. Вже звідти згодом його викрав невідомий. Justin своєї провини в тому не визнала і не компенсувала втрачені гроші.